# PINK1
PINK1 (англ. PTEN induced putative kinase 1) – білок, який кодується однойменним геном, розташованим у людей на короткому плечі 1-ї хромосоми.  Довжина поліпептидного ланцюга білка становить 581 амінокислот, а молекулярна маса — 62 769.
| 10         |  | 20         |  | 30         |  | 40         |  | 50         |
| ---------- |  | ---------- |  | ---------- |  | ---------- |  | ---------- |
| MAVRQALGRG |  | LQLGRALLLR |  | FTGKPGRAYG |  | LGRPGPAAGC |  | VRGERPGWAA |
| GPGAEPRRVG |  | LGLPNRLRFF |  | RQSVAGLAAR |  | LQRQFVVRAW |  | GCAGPCGRAV |
| FLAFGLGLGL |  | IEEKQAESRR |  | AVSACQEIQA |  | IFTQKSKPGP |  | DPLDTRRLQG |
| FRLEEYLIGQ |  | SIGKGCSAAV |  | YEATMPTLPQ |  | NLEVTKSTGL |  | LPGRGPGTSA |
| PGEGQERAPG |  | APAFPLAIKM |  | MWNISAGSSS |  | EAILNTMSQE |  | LVPASRVALA |
| GEYGAVTYRK |  | SKRGPKQLAP |  | HPNIIRVLRA |  | FTSSVPLLPG |  | ALVDYPDVLP |
| SRLHPEGLGH |  | GRTLFLVMKN |  | YPCTLRQYLC |  | VNTPSPRLAA |  | MMLLQLLEGV |
| DHLVQQGIAH |  | RDLKSDNILV |  | ELDPDGCPWL |  | VIADFGCCLA |  | DESIGLQLPF |
| SSWYVDRGGN |  | GCLMAPEVST |  | ARPGPRAVID |  | YSKADAWAVG |  | AIAYEIFGLV |
| NPFYGQGKAH |  | LESRSYQEAQ |  | LPALPESVPP |  | DVRQLVRALL |  | QREASKRPSA |
| RVAANVLHLS |  | LWGEHILALK |  | NLKLDKMVGW |  | LLQQSAATLL |  | ANRLTEKCCV |
| ETKMKMLFLA |  | NLECETLCQA |  | ALLLCSWRAA |  | L          |  |            |

A: Аланін

C: Цистеїн

D: Аспарагінова кислота

E: Глутамінова кислота

F: Фенілаланін

G: Гліцин

H: Гістидин

I: Ізолейцин

K: Лізин

L: Лейцин

M: Метіонін

N: Аспарагін

P: Пролін

Q: Глутамін

R: Аргінін

S: Серин

T: Треонін

V: Валін

W: Триптофан

Кодований геном білок за функціями належить до трансфераз, кіназ, серин/треонінових протеїнкіназ, фосфопротеїнів. 
Задіяний у таких біологічних процесах як автофагія, поліморфізм, альтернативний сплайсинг. 
Білок має сайт для зв'язування з АТФ, нуклеотидами, іонами металів, іоном магнію. 
Локалізований у цитоплазмі, мембрані, мітохондрії, зовнішній мембрані мітохондрій.